# Гриби нематодоїдні

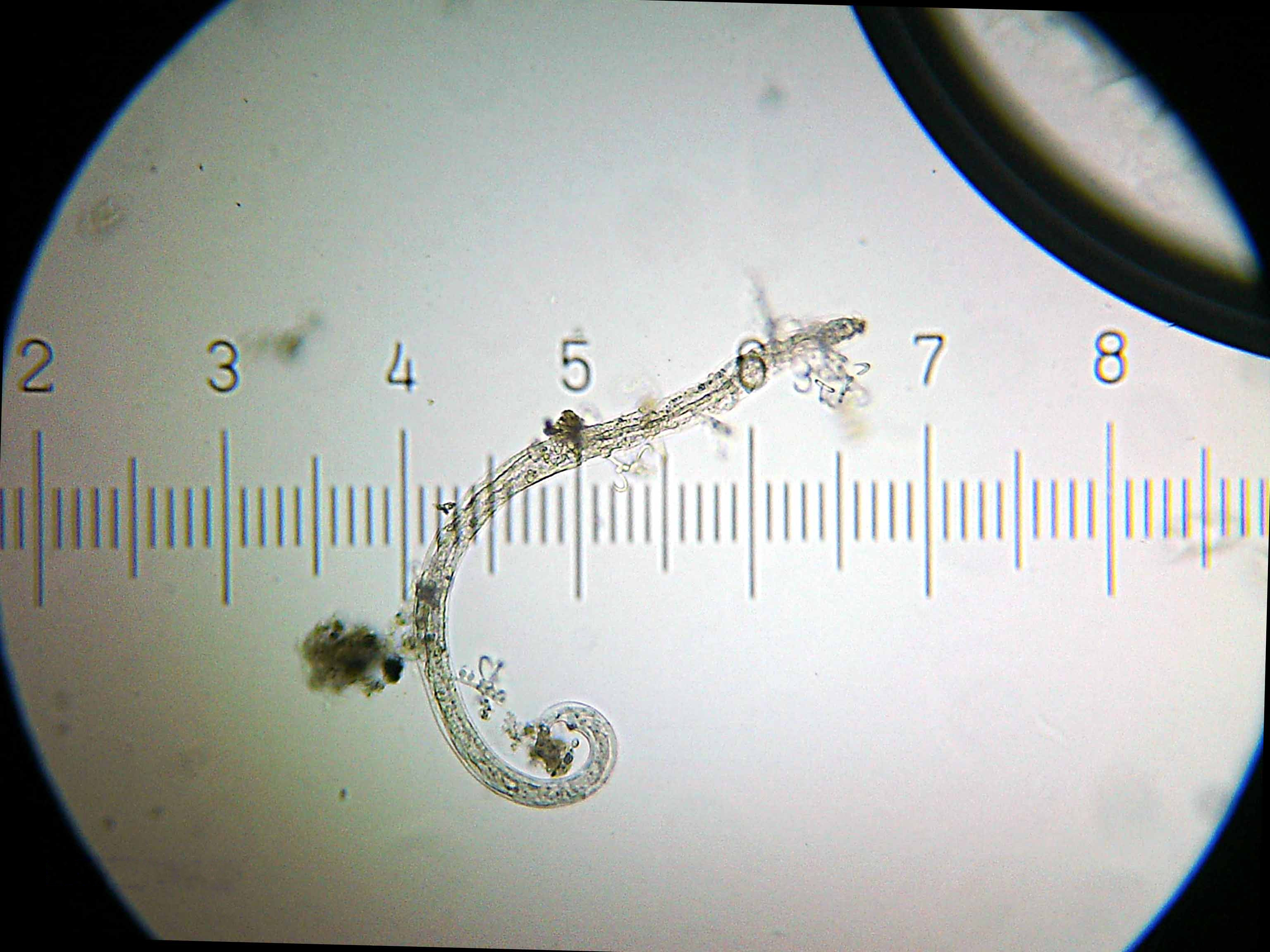
Мертва нематода, убита грибом Harposporium anguillulae

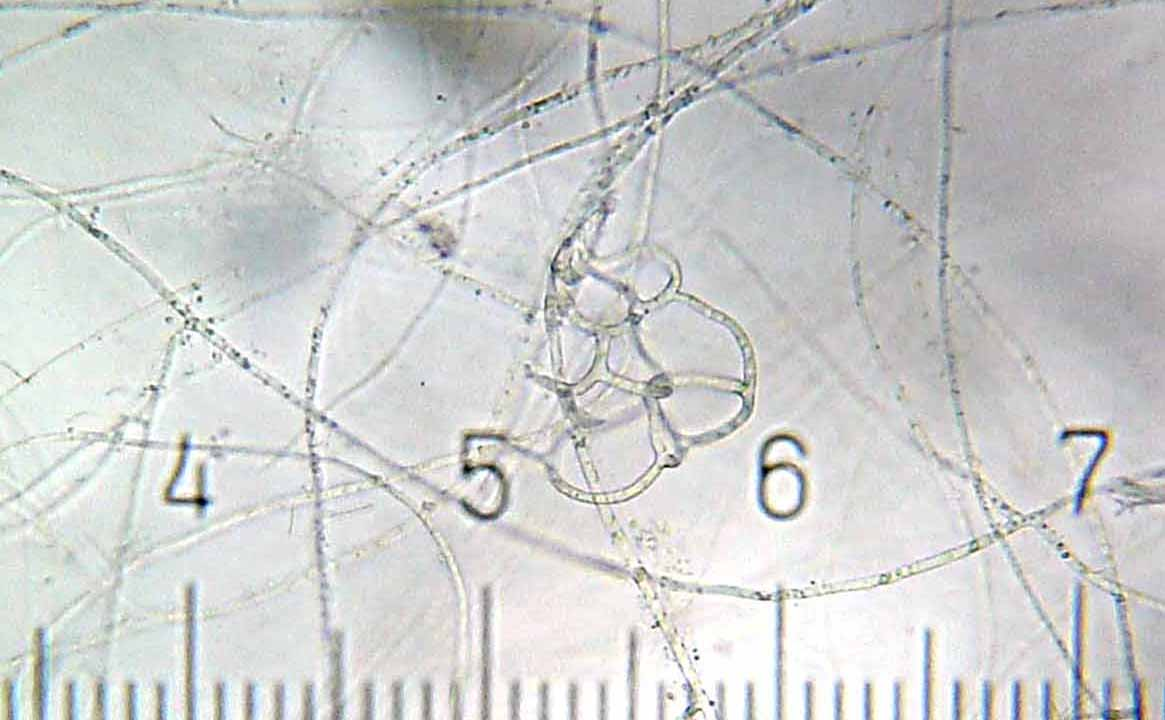
Ласоподібні гіфи ймовірно Arthrobotrys oligospora

Гриби нематодоїдні, нематофагні гриби — група хижих грибів, які полюють на нематод. Налічує близько 160 видів.
Деякі розвиваються в тілі нематод, деякі ловлять їх за допомогою клейкої речовини, інші розвили уміння полювати на них за допомогою ласоподібних виростів гіфів. Такі ласо можуть стискатися, коли у них потрапляє жертва.

## Хижі види грибів
- Arthrobotrys oligospora
- Arthrobotrys superba
- Arthrobotrys dactyloides
- Dactylaria candida
- Monacrosporium cionopagum